# アーカット
アーカット（英：Arkat）はテーブルトークRPGルーンクエストの背景世界『グローランサ』に登場する架空の英雄/半神。

## 概要
第一期（曙〜S.T.450）における最大の英雄とも裏切り者ともされる謎に満ちた存在で、グバージ（裏切り者の意）と呼ばれる邪悪な神か存在を倒したことで有名。しかし、このグバージが実際のところ何者であったのかはそのサーガの語り手によってさまざまで、果てはアーカット自身がグバージであり第一期の荒廃をまねくための狂言でしかなかった、とする説まである。
ラリオス地方の貴族階級の出身であるアーカットはグバージと戦うため信条を、かつての友を、最期には自らの種族、人類をも裏切り暗黒神ゾラーク・ゾラーンを信仰するトロウルへと生まれ変わった。多くの神話では彼をグバージを倒した英雄として称え、しかし目的のために手段はおろか信条をも捨て去った末の寂しい最期を反面教師として伝えている。
一神教である見えざる神の教えでは、グローランサのあまねく多神教を取り入れた『暗黒異端派（アーカット支持者はアーカット派と呼ぶ）』の開祖とされる。

## ゲーム内における立場
見えざる神の魔法体系である魔道はルーンクエスト随一の柔軟性と潜在力を誇るが、使いこなすためにはキャラクターの“膨大な”経験が必要であった。一方で他宗派のもたらす神性魔術は作りたてのキャラクターにも強力な力を与えるが、『異世界の住人として生きる』第二世代RPGのルーンクエストにおいて神性魔術の習得とは他の作品と違い、まさに神との契約（POWと呼ばれる能力値や供物を捧げた回数分、引き換えに与えられる）であり、使いどころに慎重にならざるを得ない部分があった。
アーカットとその暗黒異端派はプレイヤーに二つの魔法体系の長短を使い分ける機会を提供するとともに、ゲーム世界においてキャラクターが英雄的な力を獲得し、あるいは大きな目標を達成するためには既成の概念や枠組みを破壊することも必要な場合がある、というシナリオのアーキタイプを提供する役割を持つ。

## アーカットの英雄譚
グローランサにおける神話、英雄叙事詩は語り手の立場によって大きくその内容が異なる。ここで取り上げるグバージ/ナイサロールとアーカットの物語はアーカットの側からの視点に基いて書かれている。
“輝けるもの”ナイサロールの創造
第一期において、北方大陸ジェナーテラに住むすべての種族は神話時代の破局大暗黒からの復興のため、全大陸規模の合議制（ジェナーテラ最高評議会）を布いていた。一度滅びかけたグローランサ世界は大変もろくなってしまっており、神々は安易にその奇跡の力を行使できなくなってしまっていた（大いなる盟約）ために、相互扶助が必要とされたからである。グローランサは人間をはじめとする定命の者たちにゆだねられた。
しかし、神々から引き離されたと感じた各種族は新たな指導者として、あるいは種族間の調停役として新たな神を作り出すことを評議会で決定する。オセントーカ（Osentalka：完全なるもの、の意）創造、だが不完全なものたちが完全なものを作り上げられるはずもなく、多くの種族の要望でオセントーカが光の神となることが決定的になると暗黒の種族であるトロウルが評議会から離反、まもなくドラゴニュートもトロウルに続いて評議会を脱退し、評議会は『第二評議会（トロウルたちからは“壊れた評議会”）』と呼ばれるようになった。
創造されたオセントーカは生まれてすぐ“輝けるもの”ナイサロール（Nysalor）と改称、かつて失われたラーショランという神の教え啓発を復活させて古い神々のいさかいから人々の心を解き放ち、寛容と融和を説いて第二評議会とその領邦を教化しはじめた。またナイサロールは自らの創造を妨害しようとしたトロウルに呪いをかけ、トロウルの母神カイガー・リートールに深傷を負わせた。この結果、トロウルの生まれる子供の半数以上が心身共に弱体なトロウルキンとなり、それまでグローランサで最大の勢力を誇っていたトロウルの力は大きく損なわれる事になった。だが、ナイサロールとは大暗黒後初めてグローランサへ染み出してきた混沌の仮面であり、彼に従うものすべてを裏切る、“裏切りの神”グバージ（Gbaji）だったのである。
ラリオスの支配者として
第二評議会からナイサロールの謎かけ師が彼の領土へやってきたとき、若きアーカットは救国の英雄となることを宿命付けられた。急速な異教の普及に不審を感じたアーカットの調査によって驚くべき布教の実態が明らかになる。謎かけ師たちは自らが広めた疫病を治療することによって民衆の支持を得ていたのだった。ナイサロールと第二評議会に対するアーカットの不信感は決定的なものになり、後にナイサロールと出会ったときアーカットは一目で彼がグバージであることを看破したと伝えられる。
強大な第二評議会とナイサロールを相手取るにあたり、アーカットも夷神排斥の大義名分をしてマルキオン教諸国を糾合、フロネラの高名な剣豪にして親友“哄笑の戦士”テイロール、セシュネラの英雄“炎の剣もつ”ガーラントや当時から現在に至るまでアロラニートの不老の領主たるタラー、マラスカン・フィリッペなど名だたる将軍たちとともに戦争に臨んだ。後の世に言う『第一次グバージ会戦』である。
背教の汚名
テイロールによる混沌魔術師アリンソール撃破、マラスカン・フィリッペとともにタニソールの吸血王を討ち取るなど華々しい戦果を挙げながら、しかし第一次グバージ会戦は次第に長期化の様相を呈していった。
実のところ、アーカットが何故この時期に異端の道へと足を踏み入れたのか、本当の理由はわかっていない。今一歩で勝ちきれない戦いに自身の信仰を信じきれなくなったためとも、グバージの不可思議な魔力に対抗する手段を追求するうちに魔が差したとも、さまざまな憶測がささやかれている。ともかく、かれは嵐を奉ずる蛮族と誼を通じ、彼らの戦神フマクトを、後には彼らをも裏切ってゾラーク・ゾラーン信仰に身を投じ、郷里の歴史に汚名を残すことになった。
この時期のサガはアーカットの背教を押しとどめようという親友たちと、孤立し苦悩するアーカットとのエピソードに事欠かない。中でも『炎の剣もつ』ガーラントの一説は有名でアーカットと祖国と、相反する二つの忠誠にわが身も裂けよと嘆く一幕は吟遊詩人の技量の見せ所と知られる。
トロウル王アーカット
トロウルたちの力をして、またアーカット自身魔術によってトロウルへと生まれ変わり、とうとうグバージとかれの悪しき評議会は滅びた。第二評議会の首府が置かれたドラストールの地は1000年を経たいまでも混沌の恐ろしい怪物どもが這いずる沼沢地となってしまっている。
その後アーカットはトロウルの暗黒帝国の開祖となり、晩年をすごした。だが裏切りの烙印と自責の念は最期まで彼を捉えて放さなかったと伝えられる。なおトロウルの神話ではアーカットは人間を欺いて魔導の知識をトロウルにもたらした偉大なトロウルとされ、人間の伝えるアーカットの姿は「愚かな人間が未だにアーカットに騙されている」のだとされる。

## 英雄たちの探索行
アーカットはまた、英雄の探索（ヒーロークエスト）という強力な魔術の創始者としても知られる。アーカットは大いなる盟約、すなわち時の秘密を解き明かした。グローランサの内世界では物理現象のすべてが神話と神々の持つルーンによって定められ、時は神代の出来事をなぞらえて流れている。神々と定命のものの住む領域を分ける境界線を超えると時の流れは曖昧になり、物理法則は神々の奇跡によって取って代わられる。強力な英雄なら時の外で神話時代の出来事に介入し、自分の生まれ育った時代にまで影響を及ぼす物理現象を改変したり、人知を超えた能力（英雄の力：ヒーローパワー）を手にすることもできることを発見したのだ。
アーカットはこの力によりグバージのアダマンタイトの鉤爪に対抗するためのアダマンタイトの名剣『フマクトの息子』を持ち帰り、グバージの光に対抗するために暗黒の力の秘密を解き明かしトロウルに生まれ変わるなどの偉業を成し遂げている。
後にアーカットの見出した秘儀はジルステラの神知者たちによって洗練され、『ルーンクエストの目』と呼ばれることになる。神知者たちの暴挙と傲慢によりヒーロークエストは多くの宗派によって公には禁忌とされているが、世界に混沌の魔の手が伸びるとき、あるいはまた大いなる不正を正すために、神々が信徒にヒーロークエストを奨励することもまた、少なからず知られている。